# Mont Blanc
Der Mont Blanc [mõˈblɑ̃] (auch Montblanc, italienisch Monte Bianco [ˌmonteˈbi̯aŋko], übersetzt „Weißer Berg“) an der Grenze zwischen Frankreich und Italien ist mit 4805,59 m Höhe der höchste Berg der Alpen, Frankreichs, Italiens und des Europäischen Wirtschaftsraums.
Ob er oder der Elbrus (5642 m) im russischen Kaukasus der höchste Berg Europas ist, hängt von der Definition der innereurasischen Grenze ab. Seit 2000 steht das Bergmassiv des Mont Blanc auf der Vorschlagsliste Frankreichs zum UNESCO-Welterbe.

## Lage
| \| \|                                                                                    |
| Lage des Mont Blanc in der Mont-Blanc-Gruppe, innerhalb der gesamten Alpen siehe rechts. |
|                                                                                          |

Der Mont Blanc liegt in der Mont-Blanc-Gruppe, einer Gebirgsgruppe der Westalpen, die ihrerseits uneinheitlich unter die Grajischen Alpen oder die Savoyer Alpen eingeordnet wird.
Sowohl Frankreich als auch Italien haben Anteil an dem Berg, wobei der Grenzverlauf seit langem umstritten ist. So beansprucht Frankreich die Gipfelregion des Mont Blanc für das französische Département Haute-Savoie, das auch die Bergwacht und Verwaltung übernimmt. Von Italien wird die Auffassung vertreten, die Grenze verlaufe genau über den Gipfel. Somit wäre der Mont Blanc nach italienischer Sichtweise sowohl der höchste Berg Frankreichs als auch Italiens, nach der französischen Sicht hingegen wäre der vorgelagerte Mont Blanc de Courmayeur (4748 m) der höchste Gipfel Italiens.
Im Norden des Mont Blanc liegt das Tal der Arve mit dem Touristenzentrum Chamonix. Dieser Ort ist auch einer der wichtigsten Stützpunkte für die Besteigung des Berges. Im Nordwesten befinden sich mit Saint-Gervais-les-Bains und Les Houches zwei weitere wichtige Ausgangspunkte für Touren am Mont Blanc, im Südosten liegt die italienische Ortschaft Courmayeur im Aostatal.

## Topografie

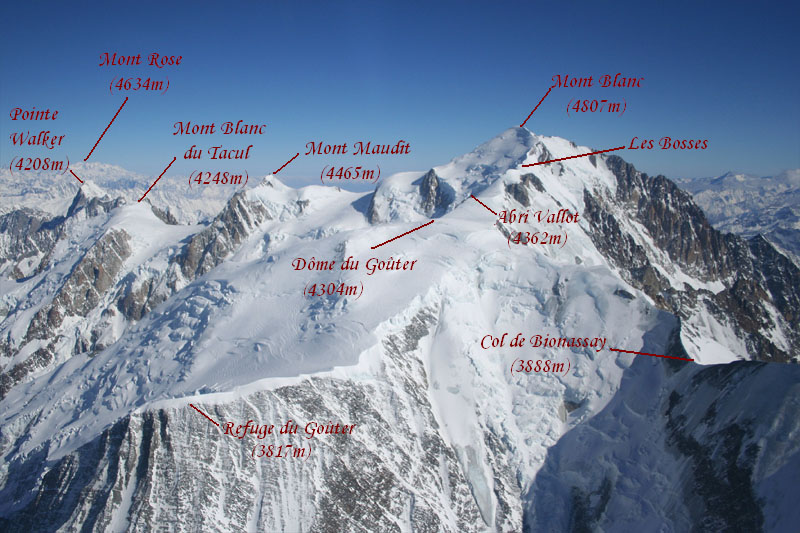
Der Mont Blanc und seine Nebengipfel von Westen

Der Mont Blanc besteht aus Granit und hat zwei völlig verschiedene Gesichter: Im Norden ist er rundlich und fast vollständig vergletschert, von Süden erscheint er als markanter Felsklotz mit steilen Wänden. Nach Nordwesten entsendet er den Bossesgrat in Richtung auf den hinter dem Sattel Col du Dôme liegenden Dôme du Goûter (4304 m) und die Aiguille du Goûter (3863 m), nach Nordosten den Verbindungsgrat zu seinen Trabanten Mont Maudit und Mont Blanc du Tacul. Nach Süden verlaufen zwei wilde Felsgrate, die über 3500 Höhenmeter bis ins italienische Val Veny hinunterreichen, der Brouillardgrat (im Westen) und der Peutereygrat (im Osten), dazwischen der kürzere Innominatagrat und die drei Frêneypfeiler (von links nach rechts Harlinpfeiler, zentraler Frêneypfeiler, Gervasuttipfeiler).
Der Mont Blanc ist aufgrund seiner Höhe und der hohen Niederschlagsmengen stark vergletschert. Die vom Mont Blanc abfließenden Gletscher erreichen auf der italienischen Südseite den flachen Talboden, mit der Besonderheit, dass ihr Umfang in den vergangenen 150 Jahren kaum geschrumpft ist (Glacier/Ghiacciaio de Miage, Glacier/Ghiacciaio de/della Brenva). Auf der französischen Nordseite fließt der Glacier des Bossons vom Gipfel bis auf 1420 Meter hinab (2007) und erreicht damit ebenfalls beinahe den Talboden. Der sich daraus ergebende Höhenunterschied von 3390 Metern ist der größte von einem Gletscher überwundene Höhenunterschied der Alpen.
Der höchste Alpengipfel zählt zu den (topografisch) prominentesten Bergen überhaupt. Seine Schartenhöhe von 4697 m wird weltweit nur von zehn Gipfeln überboten. Sein 113 m hoch gelegener Prominenzsattel (Bezugsscharte) befindet sich in der Nähe des nordrussischen Kubenasees. Wenn man über diesen Sattel einen höheren und prominenteren Berg erreichen möchte, ohne nochmals tiefer abzusteigen, gelangt man zum Mount Everest, der gleichzeitig als Prominence Master und als Island Parent Bezugsberg für den Mont Blanc ist. Die nächsten höheren Berge befinden sich dagegen im Kaukasus. Der Kjukjurtlju ist Dominanz-Bezugsberg für den Mont Blanc.

## Höhe

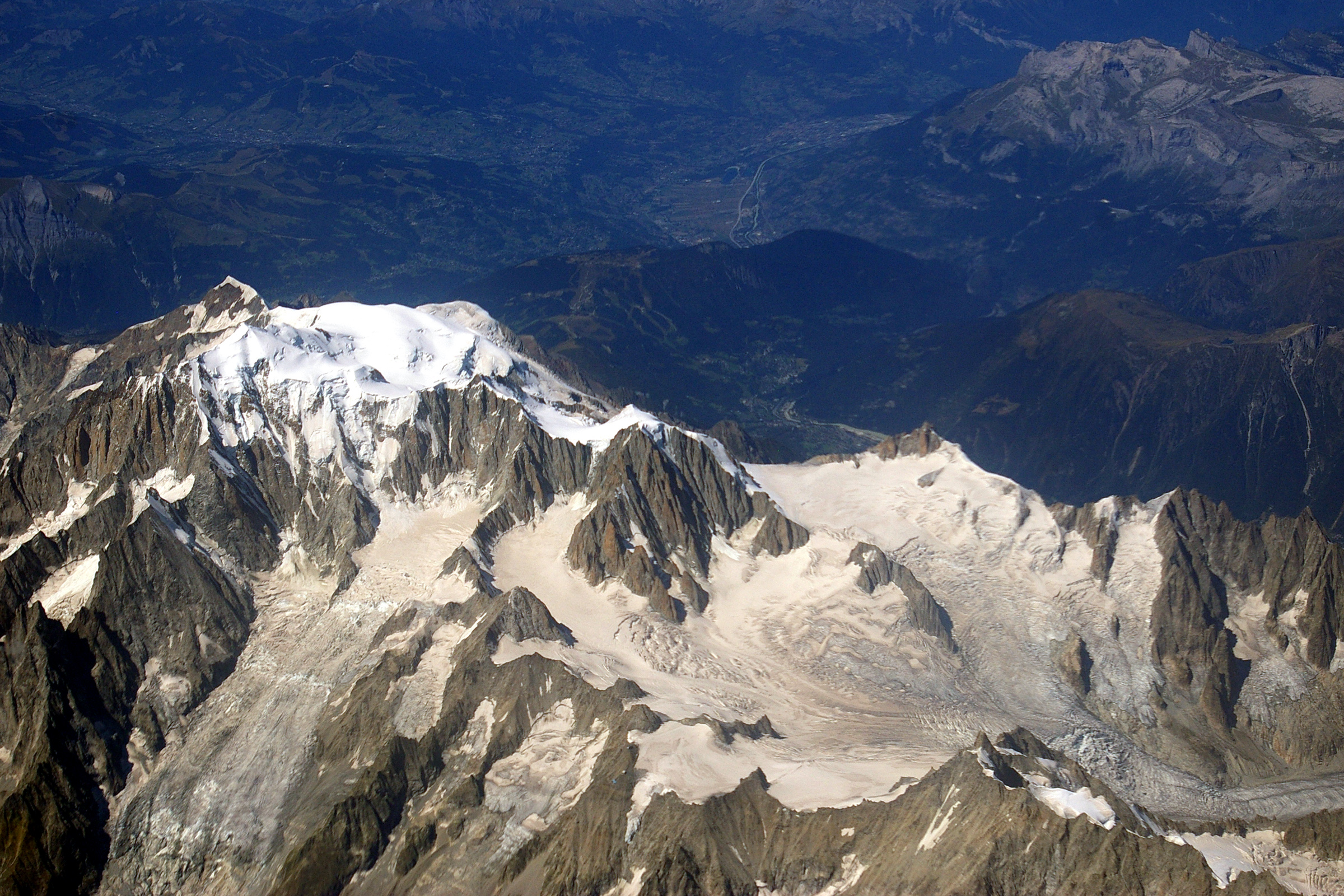
Blick aus einer Verkehrsmaschine auf die Ostseite des Mont Blanc

Da der Gipfel aus Firn und Eis besteht, ist seine Höhe und Form natürlichen Schwankungen etwa wetter- und jahreszeitlich bedingter Art unterworfen. Insgesamt ist sie im Vergleich zu anderen Firngipfeln jedoch verhältnismäßig stabil und ändert sich während der Jahre um etwa ±1,5 Meter.
Nach Angaben des 2023 tätigen Chefvermessers im Département Haute-Savoie seien Schwankungen von bis zu 5 Metern nichts Ungewöhnliches. Seit 2001 wird die Höhe des Gipfels alle zwei Jahre ermittelt.
Die Höhe des höchsten Felspunktes am Mont Blanc liegt nach Messungen des Laboratoire de Glaciologie et Géophysique de l’Environnement (LGGE) des CNRS Grenoble zusammen mit der ETH Zürich im Jahr 2004 auf einer Höhe von 4792 m. Über diesem Punkt wurde damals eine 14 Meter dicke Firn- und Eisschicht gemessen.
Der Firngipfel des Berges liegt jedoch nicht unmittelbar oberhalb dieses Punktes, sondern westlich davon, wo die Firnbedeckung dicker ist. Seine Lage verändert sich witterungsbedingt, sodass er etwa in den Jahren 2007 bis 2009 um etwa 26 Meter nach Osten wanderte. Auch seine Höhe schwankt: So wurden etwa bei der ersten GPS-Messung durch die französische Vermessungsbehörde Institut géographique national (IGN) im Jahr 2001 4808,4 m gemessen. 2007 erreichte der Mont Blanc fast 4811 m, 2009 wurden 4810,45 m gemessen und 2015 wiederum 4808,73 m. Von 2021 bis 2023 schrumpfte er aufgrund geringerer Niederschläge um 2,22 Meter auf 4805,59 m. Die Höhe des Mont Blanc wird daher häufig unterschiedlich angegeben. 

## Geologie, Klima, Flora und Fauna

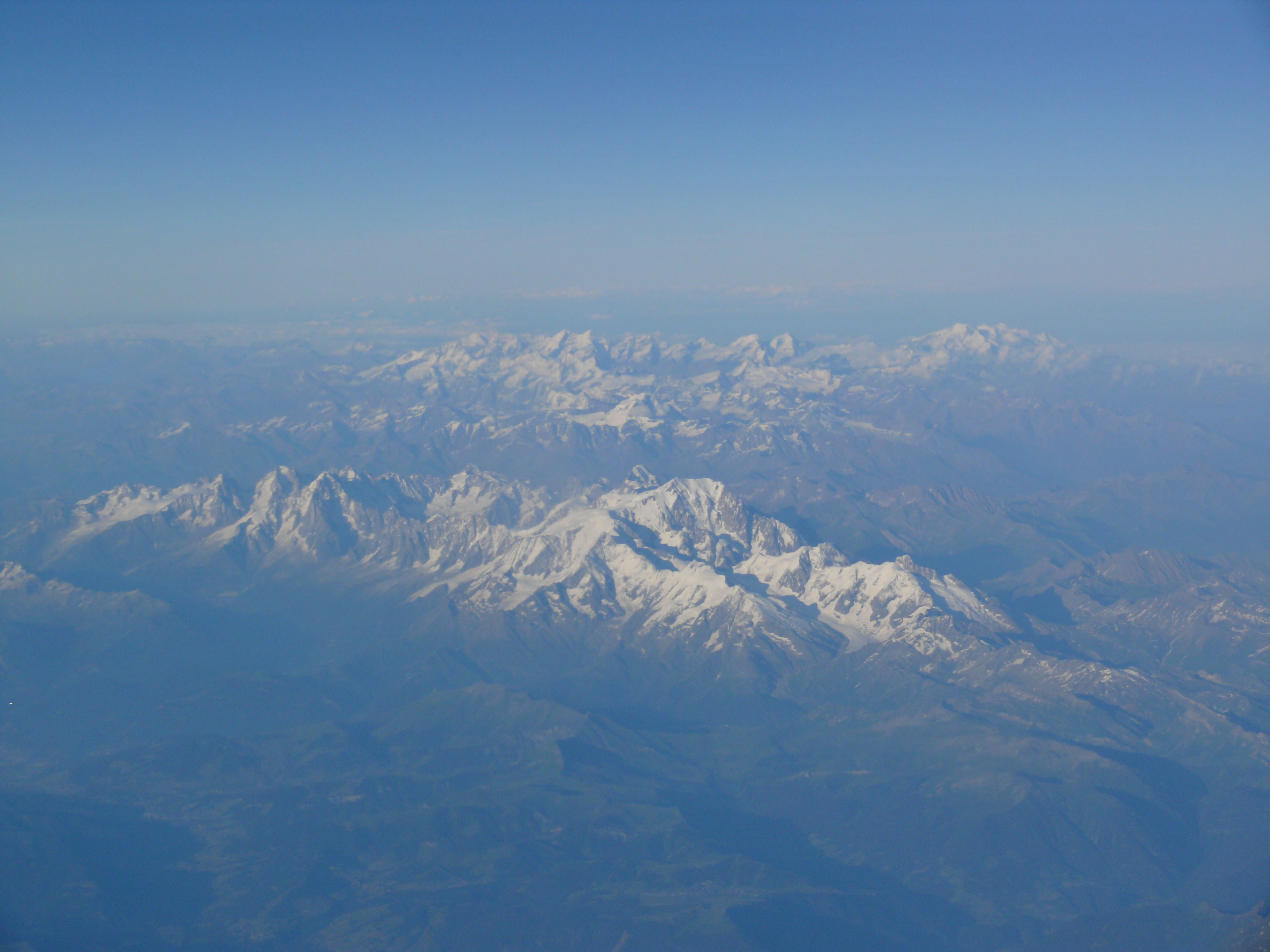
Mont-Blanc-Gruppe (Vordergrund), im Hintergrund die Walliser Alpen mit der Dufourspitze (4634 m) im Monte-Rosa-Massiv (ganz rechts) als höchstem Berg der Schweiz

## Höchster Berg Europas?
Die Frage, ob der Mont Blanc auch der höchste Berg Europas und damit einer der Seven Summits ist, hängt vom Verlauf der nicht eindeutig definierten Innereurasischen Grenze ab: Wird die Wasserscheide des Hauptkamms des Kaukasus als Grenze zwischen den Kontinenten betrachtet, so liegen der Elbrus (5642 m) und mehrere weitere Kaukasusgipfel in Europa und stellen damit die höchsten Erhebungen dieses Kontinents dar. Wird hingegen die Manytschniederung als Grenze angesehen, so liegen diese Berge in Asien, womit der Mont Blanc der höchste Berg Europas wäre. In Bergsteigerkreisen wird heute meist der Elbrus als höchster Berg Europas gesehen.

## Wege zum Gipfel

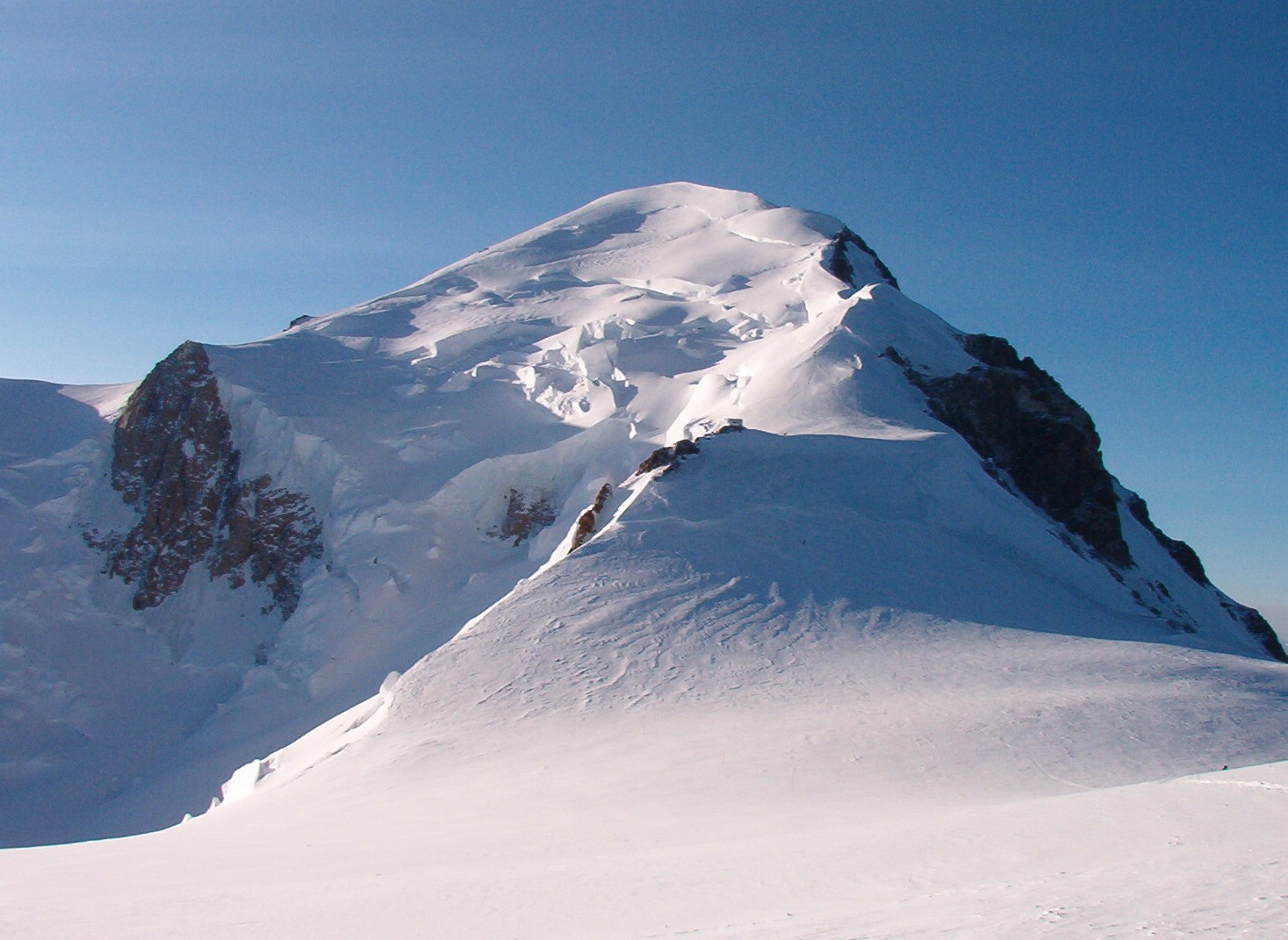
Der Normalweg zum Gipfel: Blick vom Dôme du Goûter auf den Col du Dôme, die Vallot-Hütte und den Bossesgrat

Der heute am häufigsten begangene Anstieg, der Normalweg, führt von der Nordwestseite über die Aiguille du Goûter und den Dôme du Goûter zum Gipfel. Ein häufiger Ausgangspunkt dieser Route ist der Aussichtspunkt Nid d’Aigle (Adlernest), die Endstation der Zahnradbahn Tramway du Mont Blanc auf 2386 m. Als Stützpunkte können die Schutzhütten Refuge de Tête Rousse und Refuge du Goûter genutzt werden. Vom Col du Dôme führt der Weg über die Biwakschachtel Abri de Vallot (4362 m), unterhalb derer sich ein kleines Observatorium befindet, und den Bossesgrat zum Gipfel.
Ein weiterer beliebter Weg ist der von der per Seilbahn erreichbaren Aiguille du Midi (3842 m) und der Hütte Refuge des Cosmiques (3613 m) über den Mont Blanc du Tacul und den Mont Maudit. Diese Tour wird meist in Form einer Überschreitung zum Refuge du Goûter durchgeführt.
Die Route über das Refuge des Grands Mulets (3051 m) und den Col du Dôme wird häufig als Abstiegsvariante oder im Frühjahr als Skitour begangen. Eine Variante führt über den Nordgrat des Dôme du Goûter.
Ein weiterer Weg von Frankreich ist der von Les Contamines-Montjoie mit Überschreitung des Dômes de Miage, der Aiguille de Bionnassay und des Dome du Goûter mit Übernachtung auf den Hütten Refuge des Conscrits und Refuge Durier, ein bekannter Anstieg von der italienischen Seite führt über den Miagegletscher und das Rifugio Francesco Gonella (3071 m).
Neben diesen verhältnismäßig leichten Anstiegen gibt es mehrere teilweise äußerst schwierige Fels- und Eiskletterrouten.

## Geschichte

Mont Blanc in 3D

### Erste Erkundungen
Der Mont Blanc wurde 1581 erstmals als Les Glaciers erwähnt. 1606 war er mit seinen Gletschern zum ersten Mal in einer Landkarte verzeichnet. In dieser wird er als Montagne Maudite („Verfluchter Berg“) bezeichnet, ein Name, der später auf seinen Nachbargipfel Mont Maudit überging. Erste Vermessungen im Jahr 1727 ergaben eine Höhe von 4276 m, im Jahre 1745 wurde er von Genfer Forschern als höchster Berg Europas bezeichnet.
1741 erlangte das Mont-Blanc-Massiv durch die Erkundungen von Richard Pococke und William Windham erstmals europaweite Bekanntheit. Ernsthafte Besteigungsversuche kamen jedoch nicht zustande, da der Berg im Volksglauben noch immer als „Verfluchter Berg“ und sein Betreten als äußerst gefährlich galt. In Volkssagen wurden unter seinen Gletschern Drachen, Geister, für ihren Hochmut bestrafte Städte oder gar der Teufel vermutet.
1760 kam der Genfer Naturforscher Horace Bénédict de Saussure erstmals nach Chamonix und lobte eine Belohnung für die Erstbesteigung aus. Im Mittelpunkt des Interesses standen damals naturwissenschaftliche Fragestellungen und weniger sportliche Ziele. Marc Théodore Bourrit versuchte daraufhin mehrfach, den Gipfel zu erreichen, scheiterte jedoch. Seine Reisebeschreibungen trugen jedoch wesentlich zur steigenden Bekanntheit des Berges bei. Bis 1774 fanden weitere Versuche, unter anderem von Saussure selbst statt, wobei verschiedene Anstiege von der (später) französischen Seite, aber auch von der valdostanischen aus versucht wurden. 1775 erreichte eine Gruppe mit dem Arzt Michel-Gabriel Paccard und dem Kristallsucher Jacques Balmat, beide aus Chamonix, erstmals das 4000 m hoch gelegene Grand Plateau nordwestlich des Berges. Bis 1783 folgten keine ernsthaften Versuche, 1784 erreichten der Bergführer Jean-Marie Couttet und der Jäger Cuidet den Dôme du Goûter. In den folgenden Jahren wurde heftig debattiert, ob die Route von Saint-Gervais über die Aiguille du Goûter oder der Anstieg von Chamonix über den Bossongletscher besser sei. Auf der Saint-Gervais-Route wurde 1785 bei der Pierre Ronde die erste hochalpine Schutzhütte der Alpen errichtet.
Am 8. Juni 1786 stiegen zwei Gruppen, eine von Saint-Gervais und eine von Chamonix, auf den Col du Dôme, den Sattel zwischen Mont Blanc und Dôme du Goûter, und trafen dort zusammen. Jacques Balmat, der sich ungefragt der Gruppe von Chamonix angeschlossen hatte, wurde beim Versuch, einen weiteren Weg über den Bossesgrat zu finden, von den anderen getrennt und musste mit ungenügender Ausrüstung auf 4000 m Höhe nahe dem Grand Plateau biwakieren. Bis dahin waren alle Besteigungsversuche von relativ niedrigen Höhen aus versucht worden, da man Übernachtungen am Gletscher, auch aus Gründen des Aberglaubens, nicht für möglich gehalten hatte; Balmats erfolgreiches erstes Gletscher-Biwak in großer Höhe widerlegte diese Meinung.

### Erstbesteigungen
Am 7. August 1786 brachen Jacques Balmat und Michel-Gabriel Paccard von Chamonix aus auf und übernachteten am Gîte à Balmat, einer Felsformation nahe dem Bossonsgletscher auf ca. 2300 m. Am nächsten Tag stiegen sie ab 4 Uhr morgens über den Gletscherbruch Jonction, die Grands Mulets, das Grand Plateau und die Nordflanke des Mont Blanc auf. Um 18:23 Uhr erreichten sie als erste den Gipfel.
Die aus der sächsischen Oberlausitz stammenden Adligen Adolf Traugott von Gersdorff und Karl Andreas von Meyer zu Knonow, die sich zu diesem Zeitpunkt auf einer Forschungsreise in Chamonix befanden, wurden Augenzeugen der Erstbesteigung. Beide fertigten Zeichnungen der Erstbesteigungsroute an. Gersdorff hielt darüber hinaus einen ausführlichen Bericht in seinem Reisetagebuch fest. Diese für die Geschichte des Alpinismus bedeutenden Zeugnisse werden heute im Kulturhistorischen Museum Görlitz und der Oberlausitzischen Bibliothek der Wissenschaften zu Görlitz aufbewahrt.
Heute wird die Erstbesteigung des Mont Blanc als eine der Geburtsstunden des modernen Alpinismus und Ausdruck der schwindenden Angst der Menschen vor den Gefahren der Berge und einer Hinwendung zur Natur im Rokoko gesehen.
Eine weitere Erstbesteigung des Mont Blanc erfolgte zuvorderst von ihrer Seilschaft am 24. Juli 1875 durch das Ehrenmitglied aus Grindelwald beim britischen Alpine Club, Tschingel (1865–1879), die als erste Hündin aus eigener Kraft den Gipfel erreichte. In Chamonix wurde dieses Ereignis aufmerksam aus der Weite verfolgt. Nach geglückter Gipfelerreichung wurde im Dorf ein Kanonenschuss abgefeuert. Der ganzen Seilschaft wurde nach der Rückkehr eine Ehrenparade durch das Dorf und ein Empfang von mehr als 100 Personen, einschließlich aller in der Gegend anwesenden Bergführer, bereitet.
Die ersten Winterbesteigungen folgten im Januar 1876, zuerst Anfang Januar durch Meta Brevoort, die aber vor dem Gipfel umkehren musste. Meta Brevoort war eine sehr erfolgreiche Alpinistin, die der erste Mensch auf den Gipfeln von Jungfrau und Wetterhorn im Winter war. Erfolgreich war Isabella Straton, die Ende Januar 1876 um 3 Uhr nachmittags auf dem Gipfel stand. Sie wurde für diese alpinistische Leistung von den Einwohnern von Chamonix gefeiert. Ein Chronist schrieb: „Frauen sind zu allem fähig.“

### Weitere Besteigungen

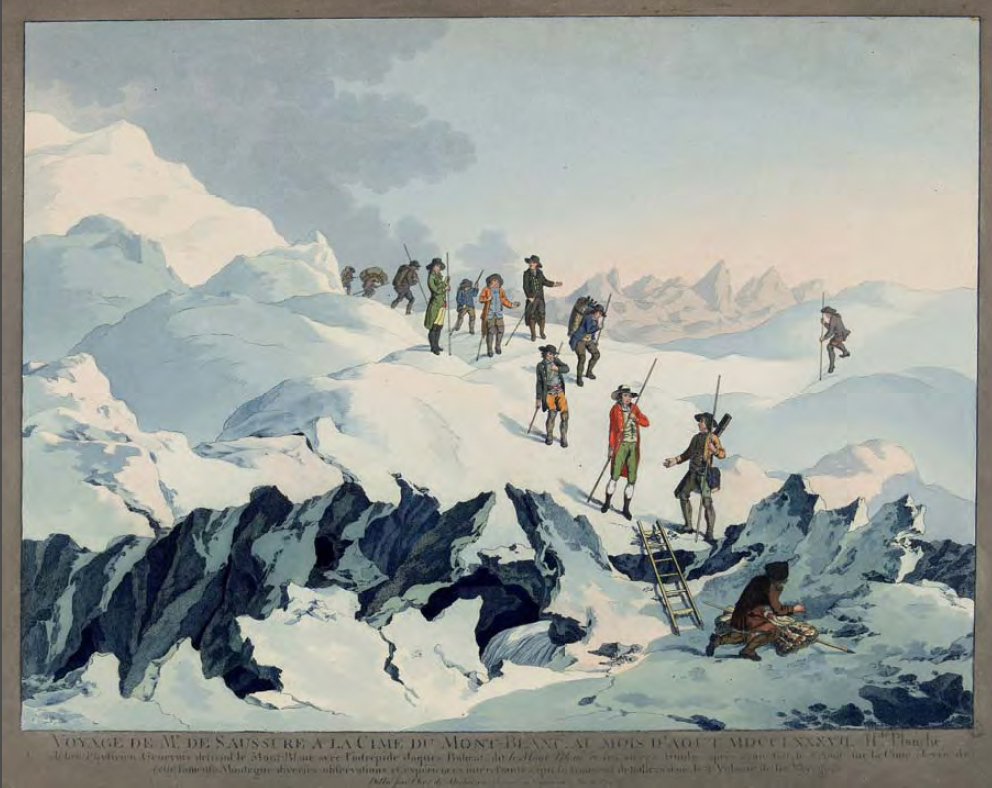
Saussures Besteigung des Mont Blanc in der Darstellung eines Zeitgenossen (Marquard Wocher, 1790)

1787 stieg Balmat mit einer anderen Gruppe zum zweiten Mal auf den Berg. Am 3. August führte er im Zuge der dritten Besteigung Horace Bénédict de Saussure auf den Gipfel, der dort wissenschaftliche Experimente durchführte.
1808 erstieg Marie Paradis als erste Frau den Berg, wurde dabei jedoch teilweise von Jacques Balmat getragen. 1838 konnte schließlich Henriette d’Angeville den Gipfel aus eigener Kraft erreichen.
Am 18. Juli 1861 gelang dem Bergführer Johann Joseph Benet (1824–1864) aus Steinhaus gemeinsam mit Leslie Stephen und F.F. Tuckett mit Melchior Anderegg sowie Peter Perren die erste Ersteigung des Mont Blanc über die heutige Normalroute, die bis zum Col du Dôme schon 1784 von Cuttet und Cuidet begangen worden war.
In den 60er Jahren des 19. Jahrhunderts gewann der sportliche Aspekt bei den Besteigungen an Bedeutung. So wurde der Rekord für die Strecke Chamonix–Mont-Blanc–Chamonix (über die Gouter-Route) von 1865 bis 1868 von 16 Stunden auf 8:48 Stunden reduziert. Der heutige Rekord von Kilian Jornet aus dem Jahr 2013 liegt bei 4:57 Stunden. Den Rekord auf Skiern stellten Stéphane Brosse und Pierre Gignoux 2003 mit 5:15 Stunden auf.

## Flugunfälle
- Am 3. November 1950 wurde eine Lockheed L-749 Constellation der Air India (Luftfahrzeugkennzeichen VT-CQP) im Sinkflug auf den Flughafen Genf in den Mont Blanc geflogen und zerschellte. Die Maschine war auf dem Flug von Bombay über Kairo und Genf nach London. Alle 48 Insassen wurden getötet (siehe Air-India-Flug 245).[27]

- Am 24. Januar 1966 zerschellte fast an derselben Stelle der Air-India-Flug 101. Eine Boeing 707-437 der Air India war auf dem Weg von Bombay nach New York. Im Sinkflug zur geplanten Zwischenlandung in Genf zerschellte sie ca. 60 Meter unterhalb des Gipfels an einem Felsgrat. Alle 117 Menschen an Bord (106 Passagiere und 11 Besatzungsmitglieder) starben.[28]

## Abbildungen

Historische Ballonaufnahme von Eduard Spelterini, zwischen 1893 und 1924
Historisches Luftbild von Werner Friedli (1957)
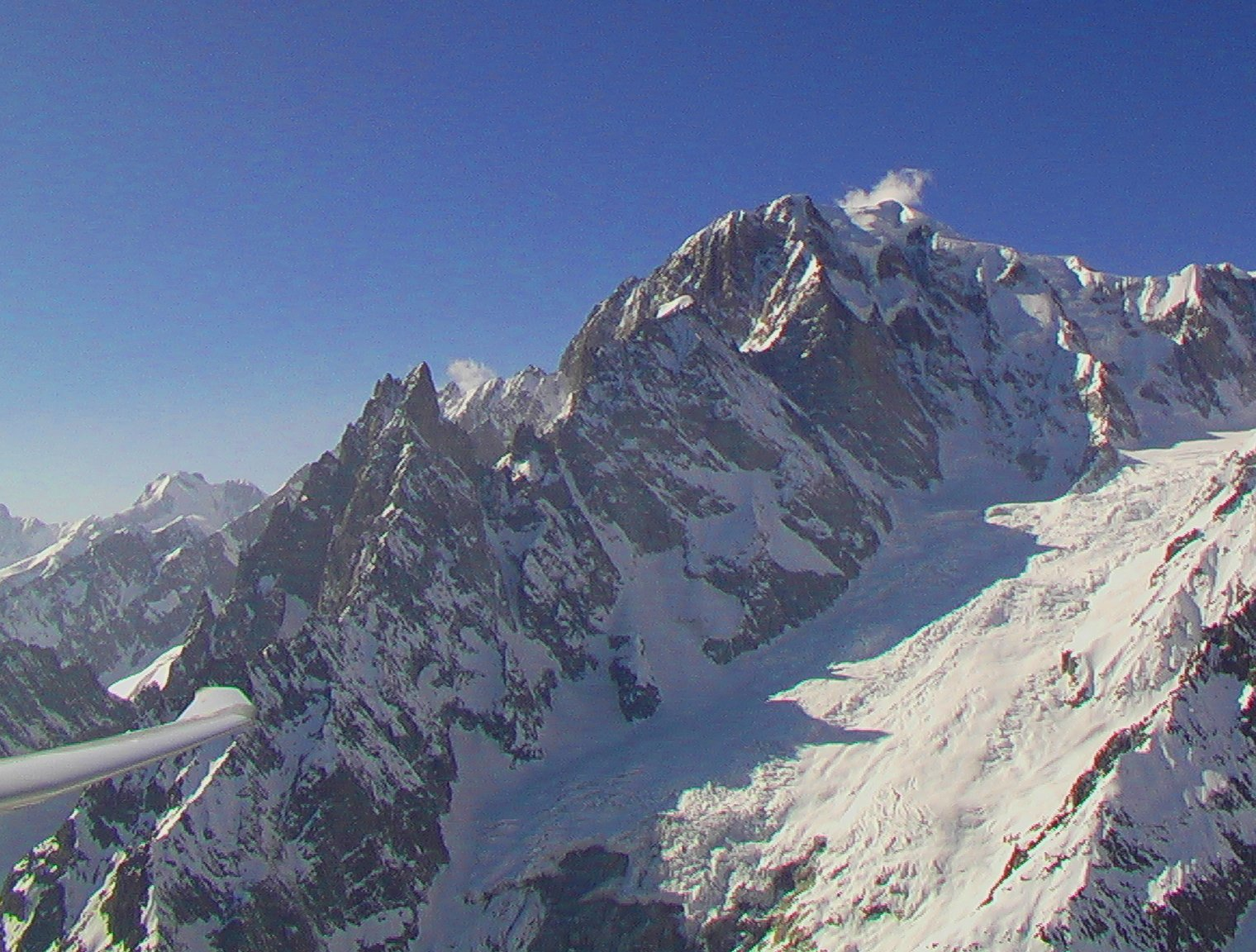
Ostseite des Mont Blanc vom Segelflugzeug aus fotografiert
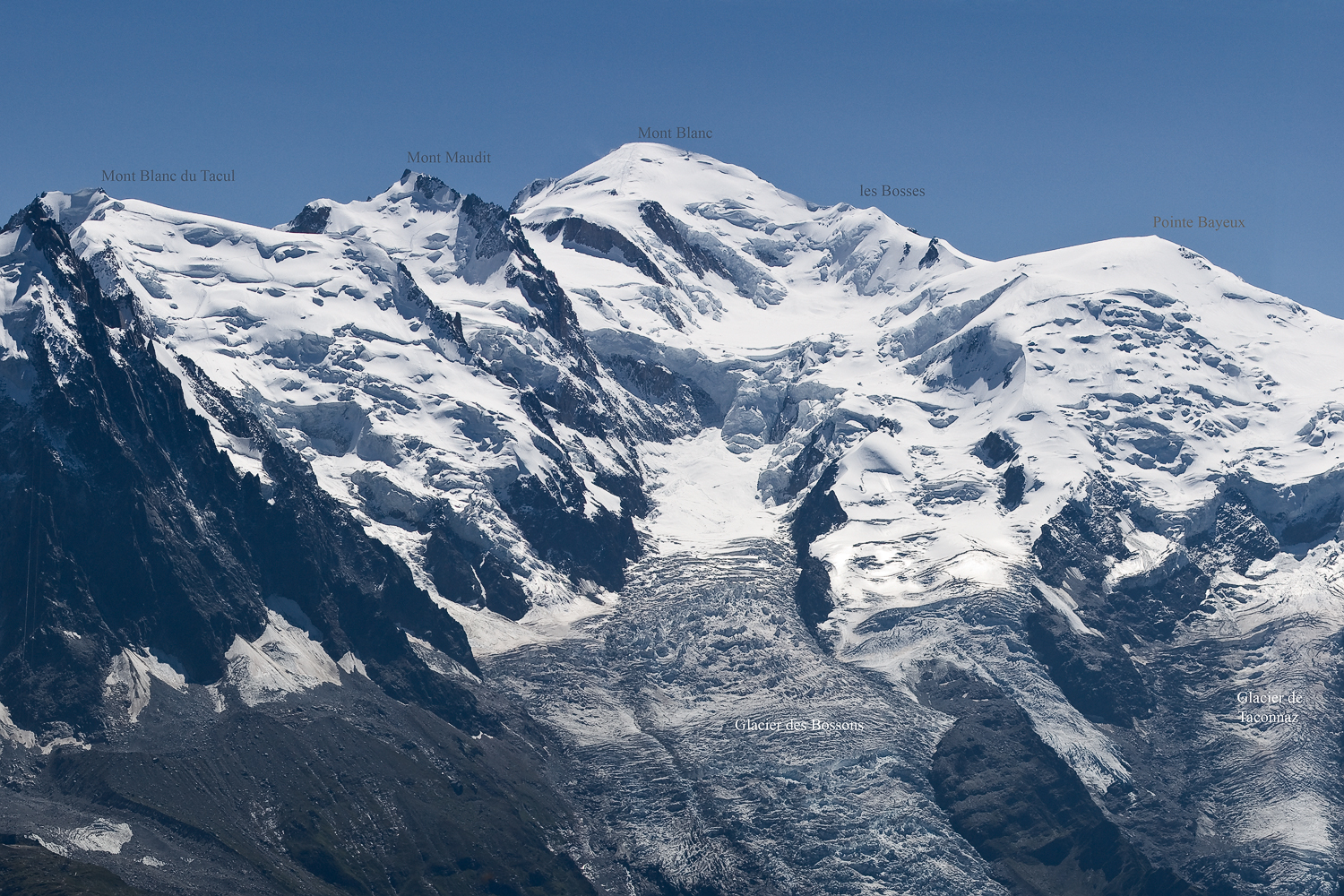
Nordseite des Mont Blanc, aufgenommen am Col de l’Index (2420 m)
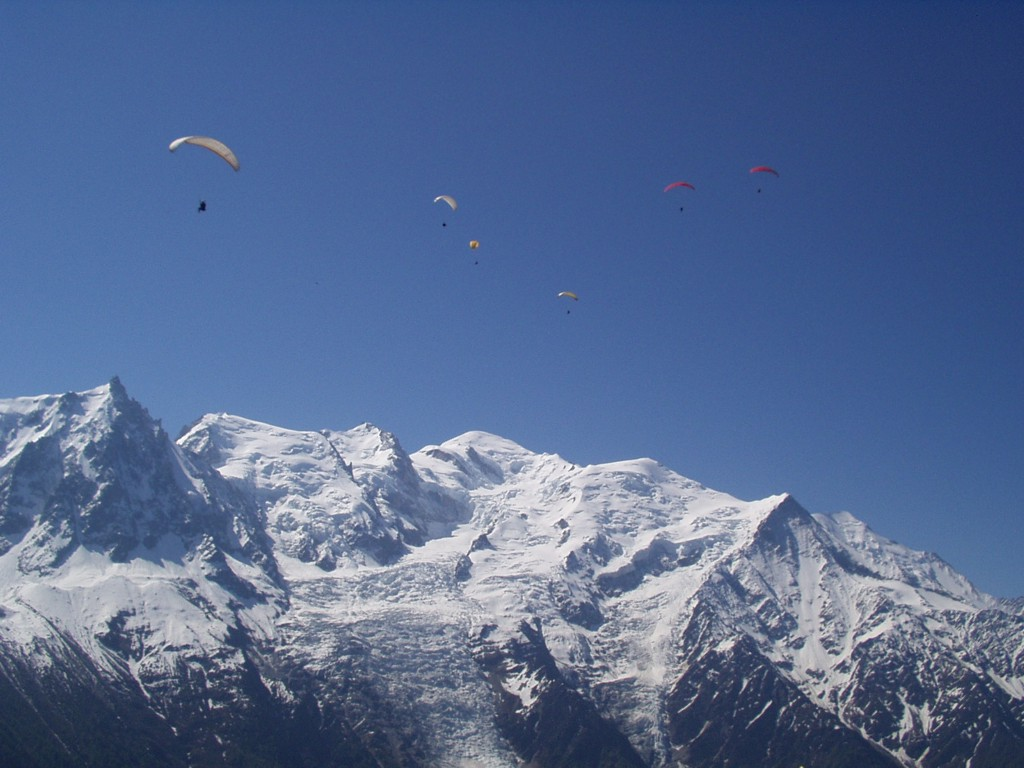
Mont Blanc vom Brévent aus gesehen
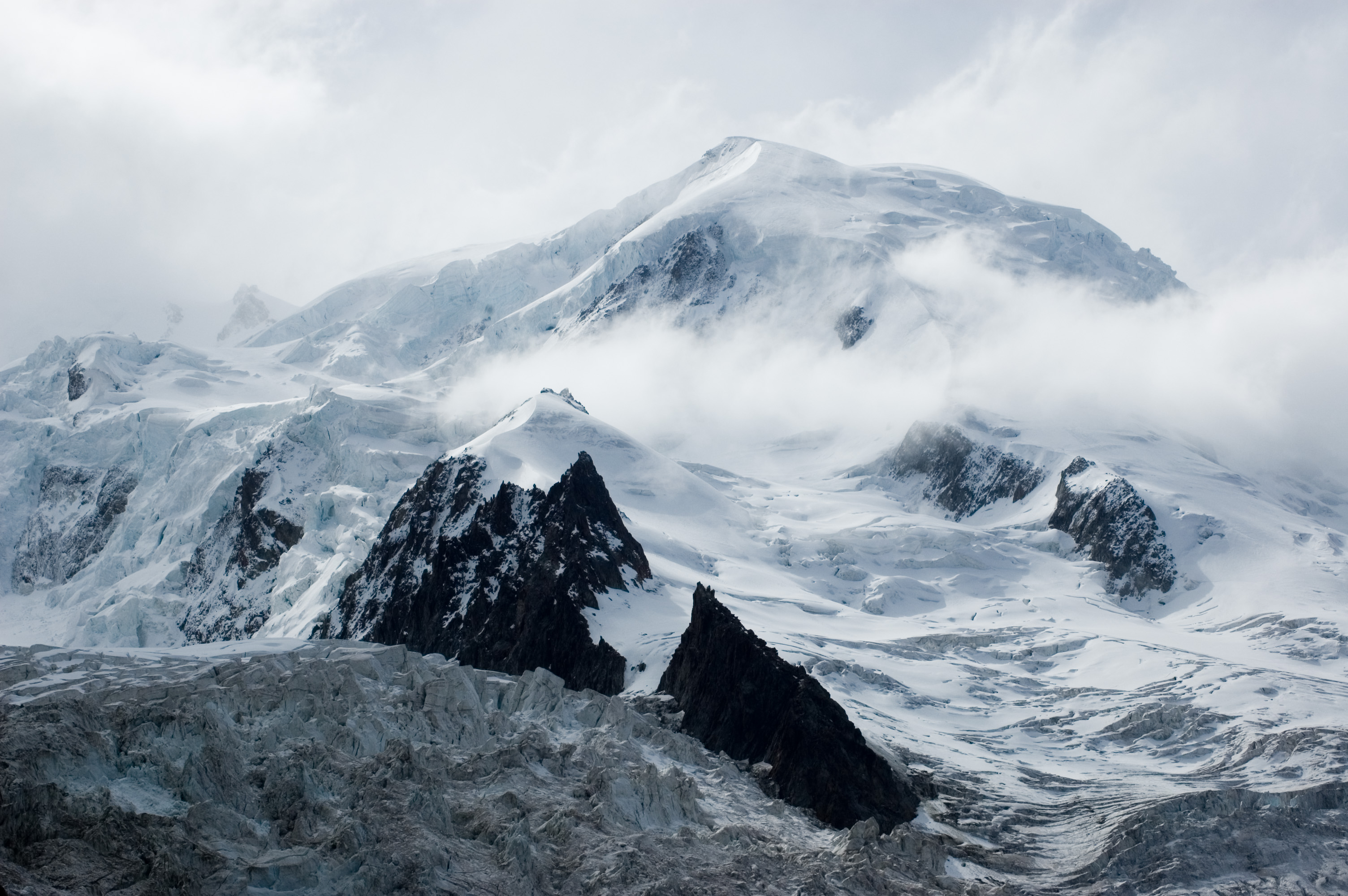
Dôme du Goûter vom Gare des Glaciers aus gesehen
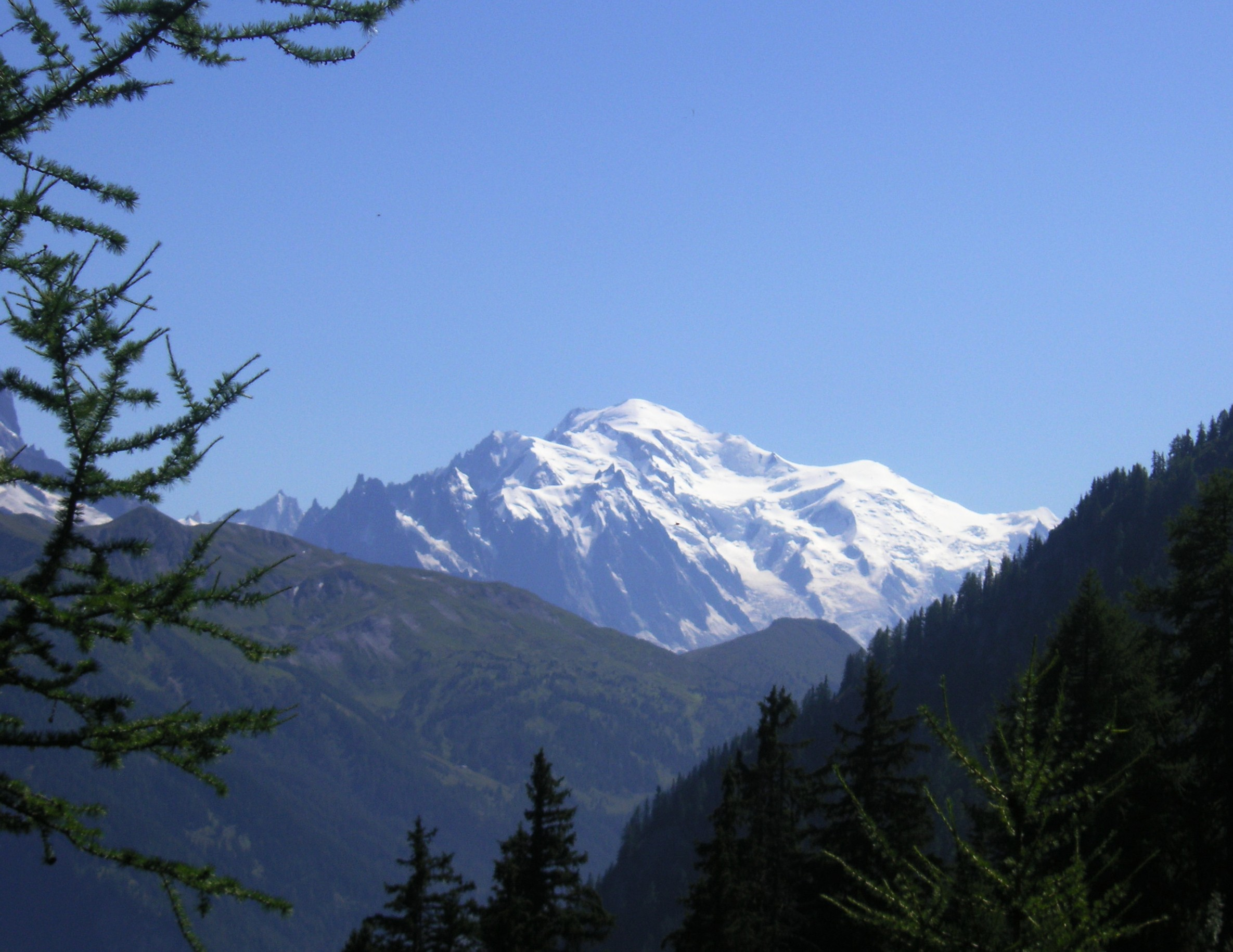
Mont Blanc vom Wallis aus
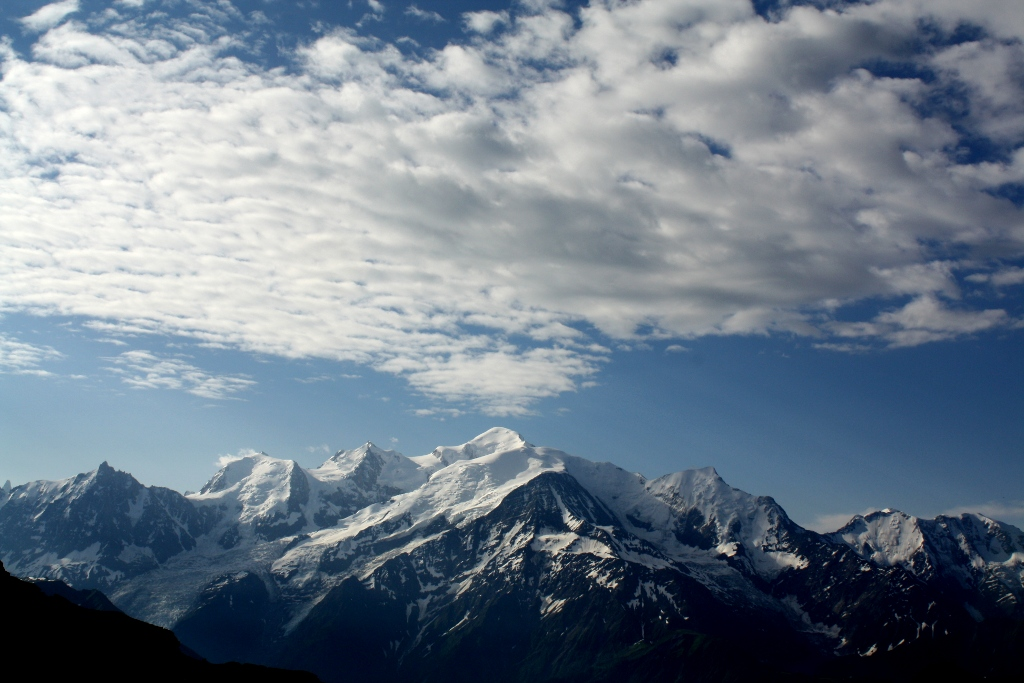
Der Mont Blanc gesehen von der Kalkhochfläche des „Désert de Platé“
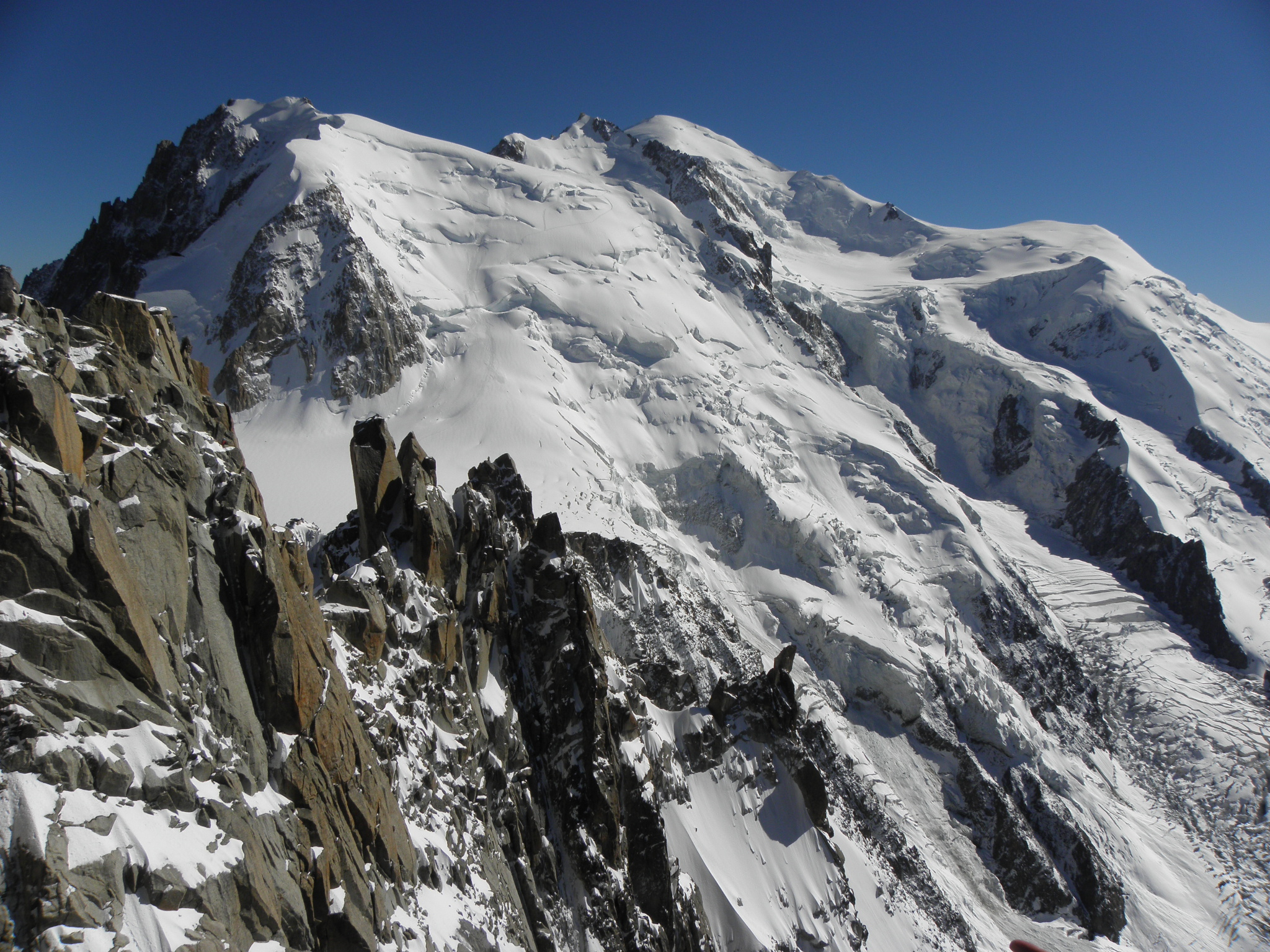
Die Nordflanke des Mont Blanc du Tacul, des Mont Maudit und des Mont Blanc (v. l. n. r.) von der Aussichtsterrasse im Gipfelbereich der Aiguille du Midi
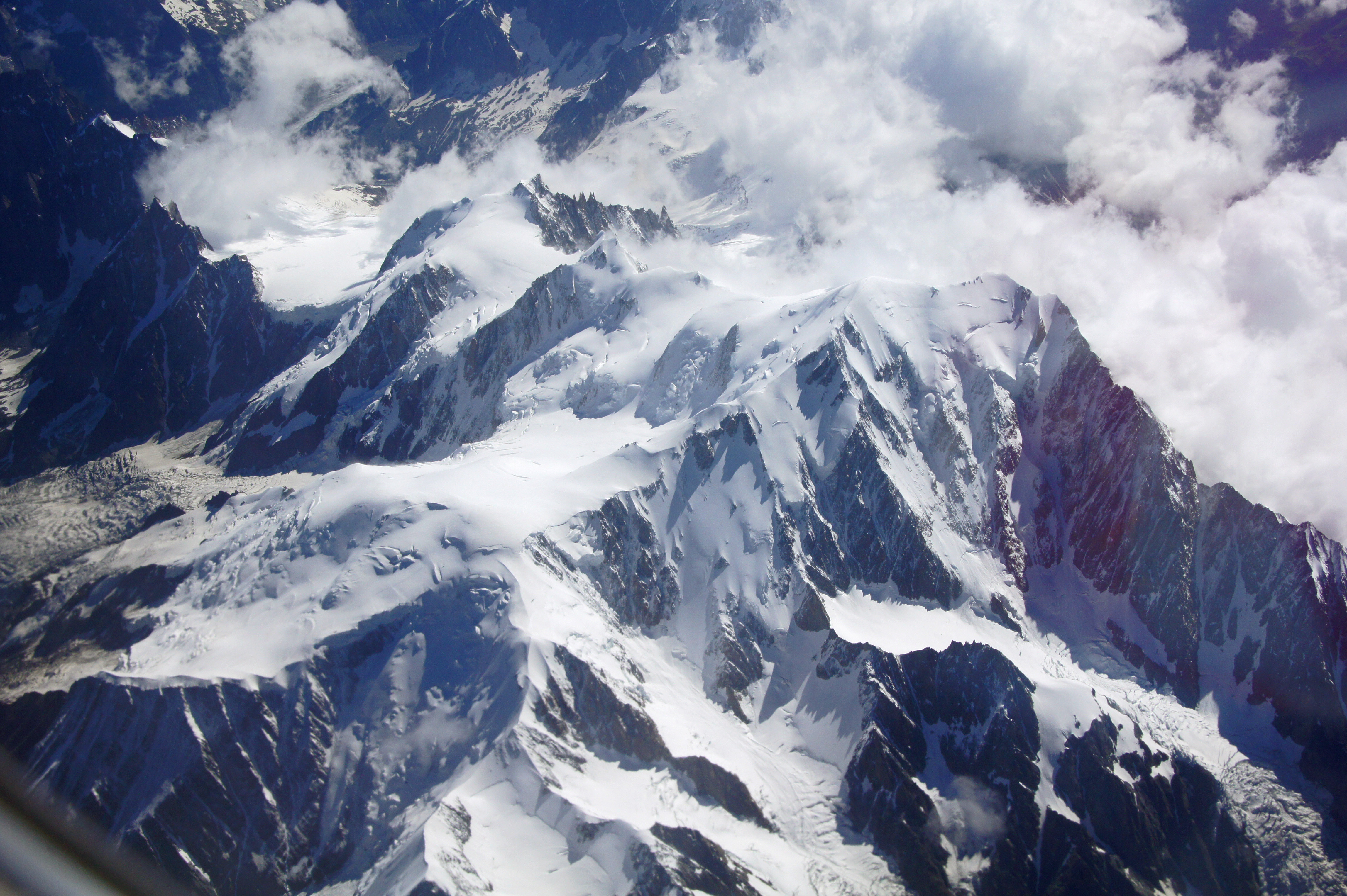
Der Mont Blanc vom Flugzeug aus fotografiert, Westseite